# Menadon
Menadon is een geslacht van uitgestorven traversodontide cynodonten. 
In 1997 en 1999 werd gemeld dat een nieuw geslacht van cynodonten was ontdekt. De typesoort en de enige soort Menadon besairiei werd in 2000 benoemd door Flynn. De geslachtsnaam verbindt het Malagassisch mena, 'rood', een verwijzing naar zowel het 'rode eiland' als naar een behulpzame dorpeling van die naam, met een Grieks odoon. 'tand'. De soortaanduiding eert de geoloog Henri Besairie.
Fossielen van Menadon werden voor het eerst gevonden in Isalo II (de Makay-formatie) van Madagaskar, dat sedimenten uit het Midden tot Laat-Trias bewaart. Ze zijn in 2015 ook gemeld uit de Santa Maria-formatie van het Paraná-bekken in de buurt van Santa Cruz do Sul in Rio Grande do Sul, Brazilië. Het holotype is UA-10601, een schedel met onderkaken. Grote aantallen schedelbeenderen zijn toegewezen.
Menadon was ongeveer een meter lang met een hoge snuit. Hij was uniek onder niet-zoogdierachtige synapsiden door de aanwezigheid van hypsodonte (hooggekroonde) postcanine tanden. Hypsodonte tanden groeien continu om hoge slijtage tegen te gaan die wordt veroorzaakt door een dieet van schurend plantaardig materiaal. De tanden van Menadon lijken convergerend op die van hypsodonte Xenarthra zoals luiaards en gordeldieren, vanwege hun kolomachtige vorm en tandbeen dat groeit van de kruin naar de wortel. De bovenkaak droeg vier snijtanden waar van de  eerste tweede naar voren uitstaken. Dat deden ook de drie snijtanden in de onderkaak.